# Mine de Jacobina
La mine Jacobina est l'une des plus grandes mines d'or du Brésil et du monde.
La mine est située dans l'État de Bahia, dans la région orientale du Brésil.
La mine, qui appartient à Yamana Gold, possède des réserves estimées à 4,5 millions d'onces d'or.

## Voir également
- Exploitation aurifère au Brésil